# Moray Firth
Il Moray Firth (pronuncia: /ˈmʌri ˌfɜːθ/ e in gaelico scozzese An Cuan Moireach o Linne Mhoireibh) è un fiordo nel Mare del Nord situato sulle coste nord orientali della Scozia. 

## Descrizione
È il fiordo più esteso della Scozia. Lungo il fiordo ci sono sette centri abitati: Wick, Invergordon, Dingwall, Inverness, Nairn, Buckie e Fraserburgh. Nel Moray Firth sfociano il fiume Ness e il fiume Spey. La lunghezza delle coste del fiordo è di circa 800 km (500 miglia).

## Fauna
Il fiordo è uno dei luoghi più importanti del Regno Unito per l'osservazione di delfini e di balene. Le specie più comuni sono il tursiope e le focene comuni, più rari sono i delfini comuni e le balenottere minori.